# Ambejogai
Ambejogai is een nagar panchayat (plaats) in het district Beed van de Indiase staat Maharashtra. 

## Demografie
Volgens de Indiase volkstelling van 2001 wonen er 69.277 mensen in Ambejogai, waarvan 52% mannelijk en 48% vrouwelijk is. De plaats heeft een alfabetiseringsgraad van 71%. 